# Petres (település)
Petres (románul Petriș, németül Petersdorf, az erdélyi szász nyelven Peterschderf) település Romániában, Beszterce-Naszód megyében.

## Fekvése
Besztercétől 12 km-re délkeletre, Óvárhely, Kisdemeter és Felsőszászújfalu között található. Felsőszászújfaluval össze van nőve.

## Története
1311-ben Petresfalua néven említik először. A település azonban ennél sokkal régebbi, valószínűleg az Erdélybe betelepülő szászok a 12. század közepén hozhatták létre. Ezt támasztja alá, hogy a jelenlegi templom renoválásakor előkerültek a régi középkori templom oszlopfői, melyek a gyulafehérvári érseki székesegyház 11. századbeli oszlopfőinek stílusában készültek, tehát a petresi templomnak már a 12. században állnia kellett, ráadásul a maradványok alapján a település első temploma egy bazilika volt.
A középkorban római-katolikus lakosság a reformáció idején áttért a lutheránus hitre.
1602-ben Giorgio Basta katonái elpusztították a települést, de hamarosan újra benépesült.
A trianoni békeszerződésig Beszterce-Naszód vármegye Jádi járásához tartozott.
A második világháború után német lakosságát kitelepítették, helyükre románokat hoztak.

## Lakossága
1910-ben 1165 lakosából 834 német, 206 cigány, 121 román és 4 magyar volt.
2002-ben 1038 lakosa volt, ebből 795 román, 236 cigány, 4 német és 3 magyar nemzetiségűnek vallotta magát.

## Látnivaló
- Lutheránus temploma a 14. században épülhetett a régi középkori temploma helyén, melynek maradványait beleépítették az új templomba. Eredetileg román stílusú volt, de a 14. - 15. század fordulóján felújították, melynek következtében szentélye gótikus jelleget kapott. A templom érdekessége a 14. vagy 15. századból származó kőrelief a nyugati kapu timpanonjában elhelyezve, mely a trónon ülő Szűz Máriát ábrázolja, karján a gyermek Jézussal, körülöttük három angyal van: kettő zenél, egy fölöttük lebeg.
- 18. századi ortodox fatemplom[3]